# Ченцов, Всеволод Валерьевич
Всеволод Валерьевич Ченцов (укр. Всеволод Валерійович Ченцов; род. 10 апреля 1974, Дрогобыч) — украинский дипломат. Чрезвычайный и Полномочный Посол Украины в Нидерландах (2017—2021). Представитель Украины в Организации по запрещению химического оружия (2017—2021). Представитель Украины при Европейском Союзе с 25 августа 2021 года.

## Биография
Родился 10 апреля 1974 года в городе Дрогобыч Львовской области в семье 1-го секретаря Дрогобычского городского комитета ЛКСМУ Валерия Георгиевича Ченцова. Окончил юридический факультет Львовского государственного университета им. И.Франко (правоведение). Свободно владеет английским языком.
Карьерный дипломат в МИД Украины с 1996 года. За границей работал в Посольствах Украины в Турецкой Республике и Республике Польша, а также в Представительстве Украины при Европейском Союзе.
Являлся заместителем Представителя Украины при Европейских Сообществах (ЕС).
Исполняющий обязанности директора Департамента Европейского Союза Министерства иностранных дел Украины.
Директор департамента Европейского Союза Министерства иностранных дел Украины, заместитель главы делегации Украины для участия в слушаниях Международного Суда ООН о нарушении Российской Федерацией Международной конвенции о борьбе с финансированием терроризма и Международной конвенции о ликвидации всех форм расовой дискриминации, заместитель агента Украины.
С 17 марта 2017 по 6 апреля 2021 года — Чрезвычайный и Полномочный Посол Украины в Нидерландах.
С 8 августа 2017 по 6 апреля 2021 года — Представитель Украины в Организации по запрету химического оружия.
С 25 августа 2021 года — представитель Украины при Европейском Союзе и Европейском Сообществе по атомной энергии.

## Личная жизнь
Женат, имеет дочь.

## Дипломатический ранг
- Чрезвычайный и Полномочный Посол[10]

## Награды
- Орден «За заслуги» I степени (20 июля 2025) — за весомый личный вклад в развитие межгосударственного сотрудничества, консолидацию международной поддержки суверенитета и территориальной целостности Украины, плодотворную дипломатическую деятельность и высокий профессионализм[11].
- Орден «За заслуги» II степени (21 декабря 2023) — за весомый личный вклад в развитие межгосударственного сотрудничества, плодотворную дипломатическую деятельность и высокий профессионализм[12].
- Орден «За заслуги» ІІІ степени (18 декабря 2021) — за весомый личный вклад в укрепление международного сотрудничества Украины, многолетнюю плодотворную дипломатическую деятельность и высокий профессионализм[13].